# Wydział Budownictwa, Architektury i Inżynierii Środowiska Politechniki Łódzkiej
Wydział Budownictwa, Architektury i Inżynierii Środowiska Politechniki Łódzkiej – jeden z dziewięciu wydziałów Politechniki Łódzkiej.

## Historia
Na podstawie Uchwały Ministerstwa Szkolnictwa Wyższego z dnia 11 maja 1956 r. utworzono na Politechnice Łódzkiej Wydział Budownictwa Lądowego. W latach 1956–1958 organizatorem i pełniącym obowiązki dziekana był doc. dr Władysław Kuczyński, który w roku akademickim 1958/59 został pierwszym dziekanem Wydziału.
W 1956 roku na Wydziale powołano Katedrę Budownictwa Żelbetowego pod kierunkiem ówczesnego docenta, a następnie profesora – Władysława Kuczyńskiego. W 1957 roku utworzono Katedrę Budownictwa Ogólnego pod kierunkiem doc. Jana Niewęgłowskiego oraz Katedrę Konstrukcji Stalowych pod kierunkiem doc. Jerzego Czechowicza. W roku 1958 została powołana Katedra Mechaniki Gruntów i Fundamentowania pod kierunkiem docenta, a potem profesora – Bolesława Rossińskiego oraz Katedra Mechaniki Budowli pod kierunkiem ówczesnego docenta, a potem profesora – Jerzego Mossakowskiego. W 1962 roku utworzono Katedrę Budownictwa Budowli (kier. prof. Piotr Klemm), Konstrukcji Metalowych (kier. doc. Marian Łukowiak) oraz Technologii i Organizacji Budownictwa (kier. dr W. Bortniczuk). W Instytucie Inżynierii Lądowej i Sanitarnej (przemianowanym z Instytutu Inżynierii Środowiska), prowadzonym przez doc. Tadeusza Przedeckiego, powołano pięć zakładów: Geodezji i Geometrii Wykreślnej (kier. prof. Stefan Przewłocki), Geotechniki (kier. doc. T. Przedecki), Dróg i Mostów (kier. doc. Michał Żukowski), Inżynierii Środowiska (kier. doc. Marek Lebiedowski) oraz Techniki Ogrzewczej i Wentylacyjnej (kier. doc. Tadeusz Jan Trojanowski). W Instytucie Architektury i Urbanistyki, prowadzonym przez prof. Z. Świechowskiego, pozostała struktura bez zakładów naukowo-badawczych, ze zorganizowanymi zespołami dydaktycznymi.
W lutym 1990 roku wydział powrócił do struktury katedralnej. Z Instytutów Inżynierii Budowlanej oraz Inżynierii Lądowej i Sanitarnej wyłoniono dziesięć katedr, a Instytut Architektury i Urbanistyki pozostał w dotychczasowej formie organizacyjnej.

## Kierunki kształcenia
Dostępne kierunki:
- Architektura (studia I i II stopnia)
- Architektura - studia w języku angielskim (studia I i II stopnia)
- Budownictwo (studia I i II stopnia)
- Inżynieria środowiska w budownictwie (studia I i II stopnia)
- Planowanie przestrzenne (studia I i II stopnia)

## Poczet dziekanów
1. dr inż. Władysław Kuczyński (1956–1959)
2. inż. Jan Niewęgłowski (1959–1961)
3. prof. dr inż. Władysław Kuczyński (1961–1963)
4. prof. Bolesław Rossiński (1963–1965)
5. prof. dr inż. Władysław Kuczyński (1965–1968)
6. prof. dr hab. Marian Suchar (1968–1973)
7. prof. dr hab. inż. Tadeusz Godycki-Ćwirko (1973–1975)
8. dr inż. Tadeusz Przedecki (1975–1979)
9. prof. dr hab. inż. Jerzy Sułocki (1979–1984)
10. prof. dr hab. inż. Piotr Klemm (1984–1987)
11. prof. dr hab. Marian Suchar (1987–1993)
12. dr hab. inż. Sylwester Konieczny (1993–1999)
13. dr hab. inż. Wojciech Barański (1999–2005)
14. prof. dr hab. inż. Maria Kamińska (2005–2008)
15. prof. dr hab. inż. Dariusz Gawin (2008–2016)
16. prof. dr hab. inż. Marek Lefik (2016–2020)
17. prof. dr hab. inż. Dariusz Gawin (2020-2024)
18. dr hab. inż. Artur Wirowski, prof. PŁ (od 2024)

## Władze Wydziału
W kadencji 2024–2028:
| Stanowisko                 | Imię i nazwisko                       |
| -------------------------- | ------------------------------------- |
| Dziekan                    | dr hab. inż. Artur Wirowski, prof. PŁ |
| Prodziekan ds. rozwoju     | dr inż. Martyna Rabenda               |
| Prodziekan ds. studenckich | dr hab. inż. Łukasz Domagalski        |
| Prodziekan ds. kształcenia | dr inż. arch. Joanna Matuszewska      |

## Struktura organizacyjna

### Instytut Architektury i Urbanistyki
Dyrektor: prof. dr hab. inż. arch. Marek Pabich
- Zakład Historii Architektury, Rewitalizacji i Konserwacji Zabytków
- Zakład Urbanistyki i Rewitalizacji Miast
- Zakład Architektury Zrównoważonej
- Zakład Projektowania Wnętrz
- Zakład Teorii Architektury i Sztuki
- Zakład Technologii Cyfrowych w Architekturze i Urbanistyce
- Zakład Rysunku, Malarstwa i Rzeźby

### Instytut Inżynierii Środowiska i Instalacji Budowlanych
Dyrektor: dr hab. inż. Robert Cichowicz, prof. PŁ
- Zakład Techniki Ogrzewczej, Wentylacyjnej i Ochrony Powietrza
- Zakład Techniki Sanitarnej i Ochrony Wód
- Zakład Gospodarki Przestrzennej i Geomatyki
- Zespół Obsługi Laboratoriów Dydaktycznych i Naukowych

### Katedra Budownictwa Betonowego
Kierownik: dr hab. inż. Michał Gołdyn
- Zespół Konstrukcji Betonowych
- Zespół Technologii i Organizacji Budownictwa

### Katedra Fizyki Materiałów Budowlanych i Budownictwa Zrównoważonego
Kierownik: prof. dr hab. inż. Dariusz Gawin
- Zakład Fizyki Budowli i Budownictwa Zrównoważonego
- Zakład Materiałów Budowlanych
- Zakład Budownictwa Ogólnego i Utrzymania Obiektów

### Katedra Mechaniki Konstrukcji
Kierownik: prof. dr hab. inż. Jarosław Jędrysiak